# Калмар (округ)
Округ Калмар (швед. Kalmar län) је округ у Шведској, у југоисточном делу државе. Седиште округа је истоимени град Калмар.
Округ је основан 1634. године.

## Положај округа
Округ Калмар се налази у југоисточном делу Шведске. Њега окружују:
- са севера: Округ Естерготланд,
- са истока: Балтичко море,
- са југа: Округ Блекинге,
- са југозапада: Округ Крунуберј,
- са запада: Округ Јенћепинг.

## Природне одлике
Рељеф: У округу Калмар преовлађују нижа подручја, до 200 метара надморске висине. Тло је равничарско или брежуљкасто. Већи део округа је на копну (Скандинавско полуострво), док је мањи део острвски - Еландско острво, друго по величини шведско острво.
Клима: У округу Калмар влада Континентална клима.
Воде: Калмар је приморски округ у Шведској, јер га Балтичко море запљускује са истока. Морска обала је веома разуђена, са много острваца и малих залива. Ту се посебно истиче Еландско острво, друго по величини шведско острво (после Готландског острва). У унутрашњости округа постоји низ малих ледничких језера. Најважнији водоток је река Еман.

## Историја
Подручје данашњег округа у целости покрива источну трећину историјске области Смоланд. То је данашњи копнени део округа, док острвски део припада историјској области Еланд.
Данашњи округ основан је 1634. године.

## Становништво
По подацима 2011. године у округу Калмар живело је преко 230 хиљада становника. Последњих година број становника стагнира.
Густина насељености у округу је око 21 становник/km², што је нешто мање од државног просека (23 ст./km²).

## Општине и градови
Округ Калмар има 12 општина. Општине су:
| - Борјхолм (на Еланду) - Вимерби - Вестервик - Емабода - Калмар - Менстерос | - Мербилонга (на Еланду) - Нибро - Оскарсхавн - Торсос - Хегсби - Хултсфред |

Градови (тачније „урбана подручја") са више од 10.000 становника:
- Калмар - 36.000 становника.
- Вестервик - 21.000 становника.
- Оскарсхавн - 17.000 становника.
- Нибро - 13.000 становника.